# Гендерсон (Мічиган)
Гендерсон (англ. Henderson) — переписна місцевість (CDP) в США, в окрузі Шаявассі штату Мічиган. Населення — 413 особи (2020).

## Географія
Гендерсон розташований за координатами 43°5′15″ пн. ш. 84°11′30″ зх. д. / 43.08750° пн. ш. 84.19167° зх. д. (43.087626, -84.191713).  За даними Бюро перепису населення США в 2010 році переписна місцевість мала площу 9,49 км², з яких 9,32 км² — суходіл та 0,17 км² — водойми.

## Демографія
Згідно з переписом 2010 року, у переписній місцевості мешкало 399 осіб у 156 домогосподарствах у складі 117 родин. Густота населення становила 42 особи/км².  Було 178 помешкань (19/км²).
Расовий склад населення:
| - 98,2 % — білих - 0,5 % — азіатів - 0,3 % — вихідців з тихоокеанських островів - 0,3 % — корінних американців - 0,3 % — чорних або афроамериканців |

До двох чи більше рас належало 0,5 %. Частка іспаномовних становила 0,5 % від усіх жителів.
За віковим діапазоном населення розподілялося таким чином: 20,3 % — особи молодші 18 років, 62,9 % — особи у віці 18—64 років, 16,8 % — особи у віці 65 років та старші. Медіана віку мешканця становила 44,6 року. На 100 осіб жіночої статі у переписній місцевості припадало 107,8 чоловіків;  на 100 жінок у віці від 18 років та старших — 105,2 чоловіків також старших 18 років.
Середній дохід на одне домашнє господарство  становив 56 374 долари США (медіана — 45 313), а середній дохід на одну сім'ю — 59 995 доларів (медіана — 48 000). Медіана доходів становила 52 969 доларів для чоловіків та 21 875 доларів для жінок. За межею бідності перебувало 19,1 % осіб, у тому числі 7,7 % дітей у віці до 18 років та 17,9 % осіб у віці 65 років та старших.
Цивільне працевлаштоване населення становило 142 особи. Основні галузі зайнятості: освіта, охорона здоров'я та соціальна допомога — 25,4 %, науковці, спеціалісти, менеджери — 14,1 %, роздрібна торгівля — 12,0 %, транспорт — 11,3 %.